# Васлеєво
Васле́єво (рос. Васлеево, марій. Васлисола) — присілок у складі Совєтського району Марій Ел, Росія. Входить до складу Кужмаринського сільського поселення.

## Населення
Населення — 55 осіб (2010; 69 у 2002).
Національний склад (станом на 2002 рік):
- марі — 100 %